# صومعه سنت آنتونی

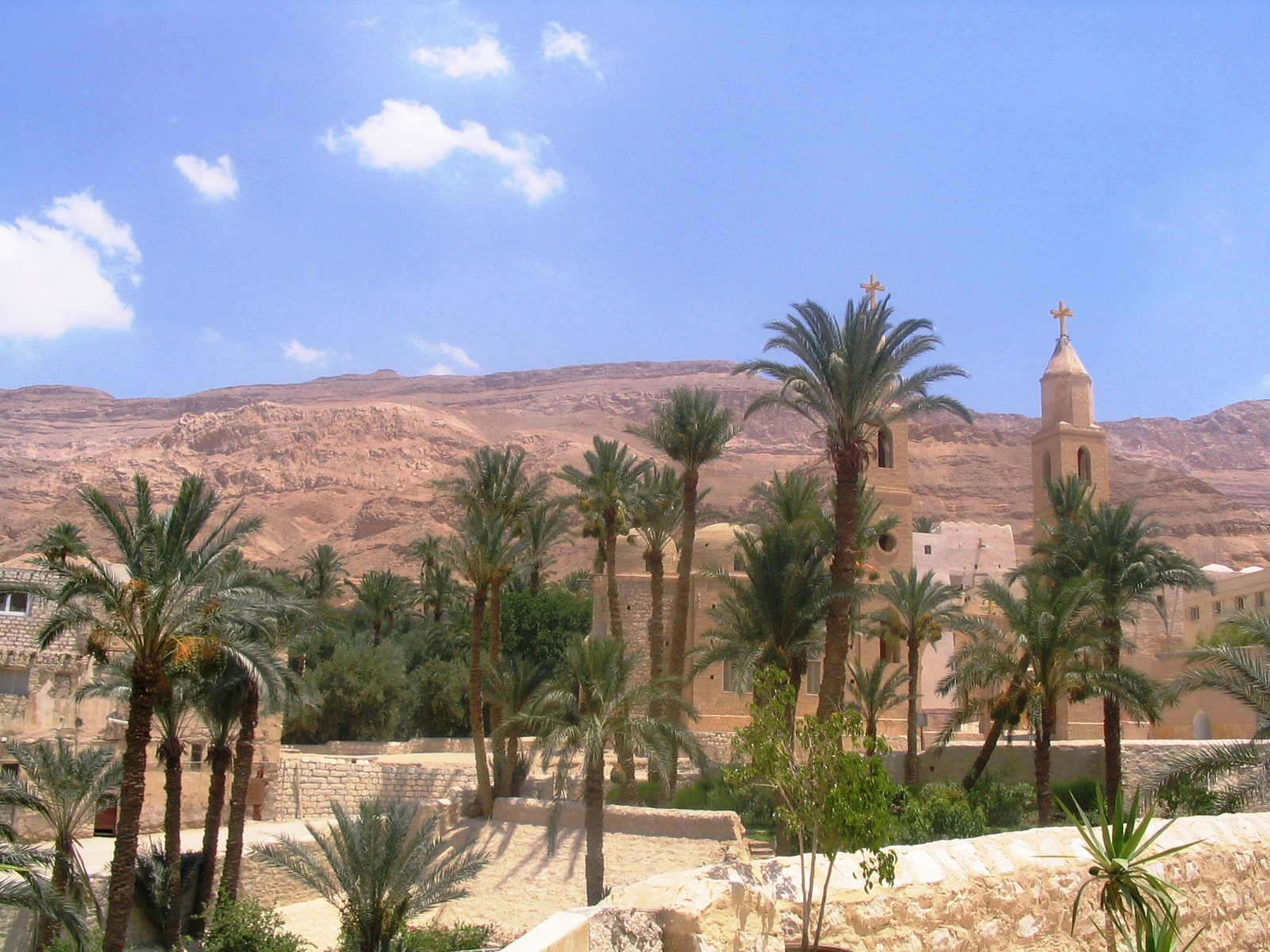
صومعهٔ سنت آنتونی، قدیمی‌ترین صومعه مسیحی در جهان است.

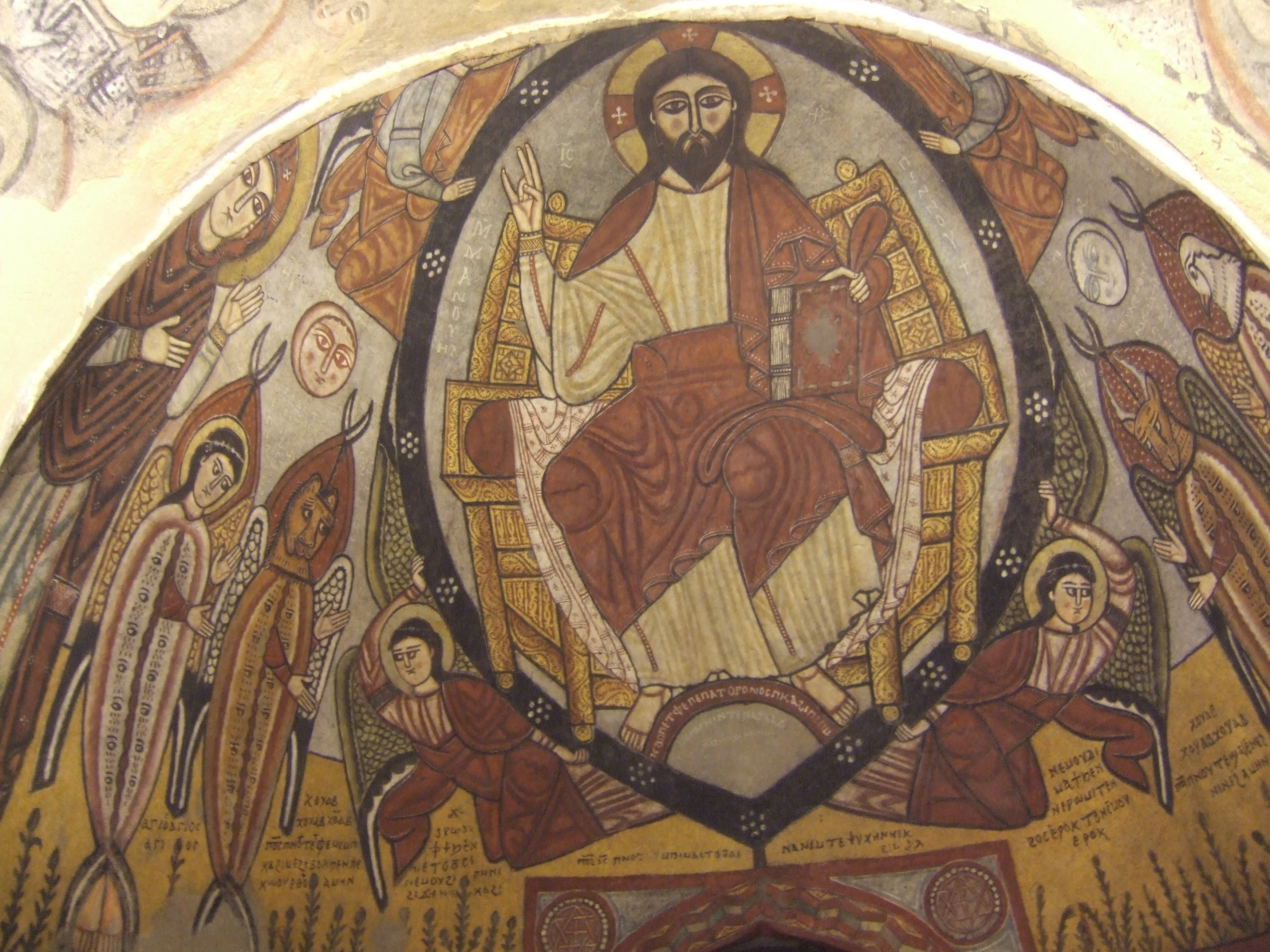
برخی از نقاشی‌های موجود بر سقف و دیوارهای صومعهٔ سنت آنتونی به سده ششم و نهم میلادی باز می‌گردند.

صومعه سنت آنتونی نام صومعه‌ای تاریخی در کشور مصر است که در میان کوه‌های ساحل دریای سرخ ساخته شده است. این صومعه، قدیمی‌ترین صومعه مسیحی در جهان است و به وسیله مسیحیان قبطی اداره می‌شود.
سنت آنتونی در اوایل سده ۴ میلادی، بمدت ۴۰ سال، در غار کوچکی در کوهستانی نزدیک به دریای سرخ، زندگی و عبادت می‌کرد. صومعهٔ سنت آنتونی در حدود سال ۳۶۰ میلادی به یاد او ساخته شد.
راهبان ساکن این کلیسا هنوز به زبان قبطی صحبت می‌کنند.

## مرمت و بازسازی
این کلیسا یکی از گنجینه‌های عظیم مصر محسوب می‌شود. وزارت فرهنگ مصر، در سال ۲۰۰۹ میلادی، با صرف هزینه‌ای بالغ بر ۱۴ میلیون دلار و طی هشت سال صومعهٔ سنت آنتونی را مرمت و بازسازی کرد.

## نگارخانه

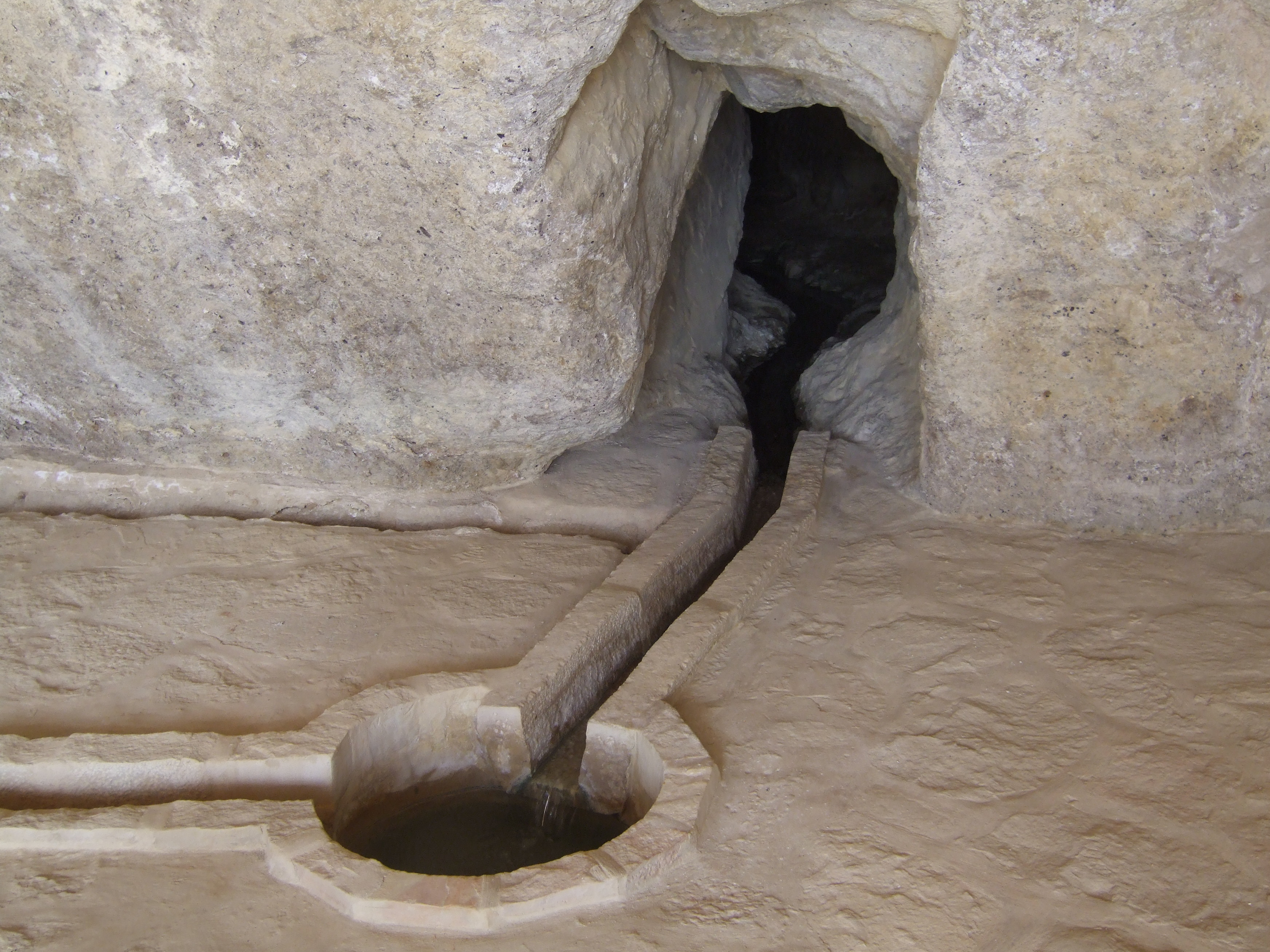
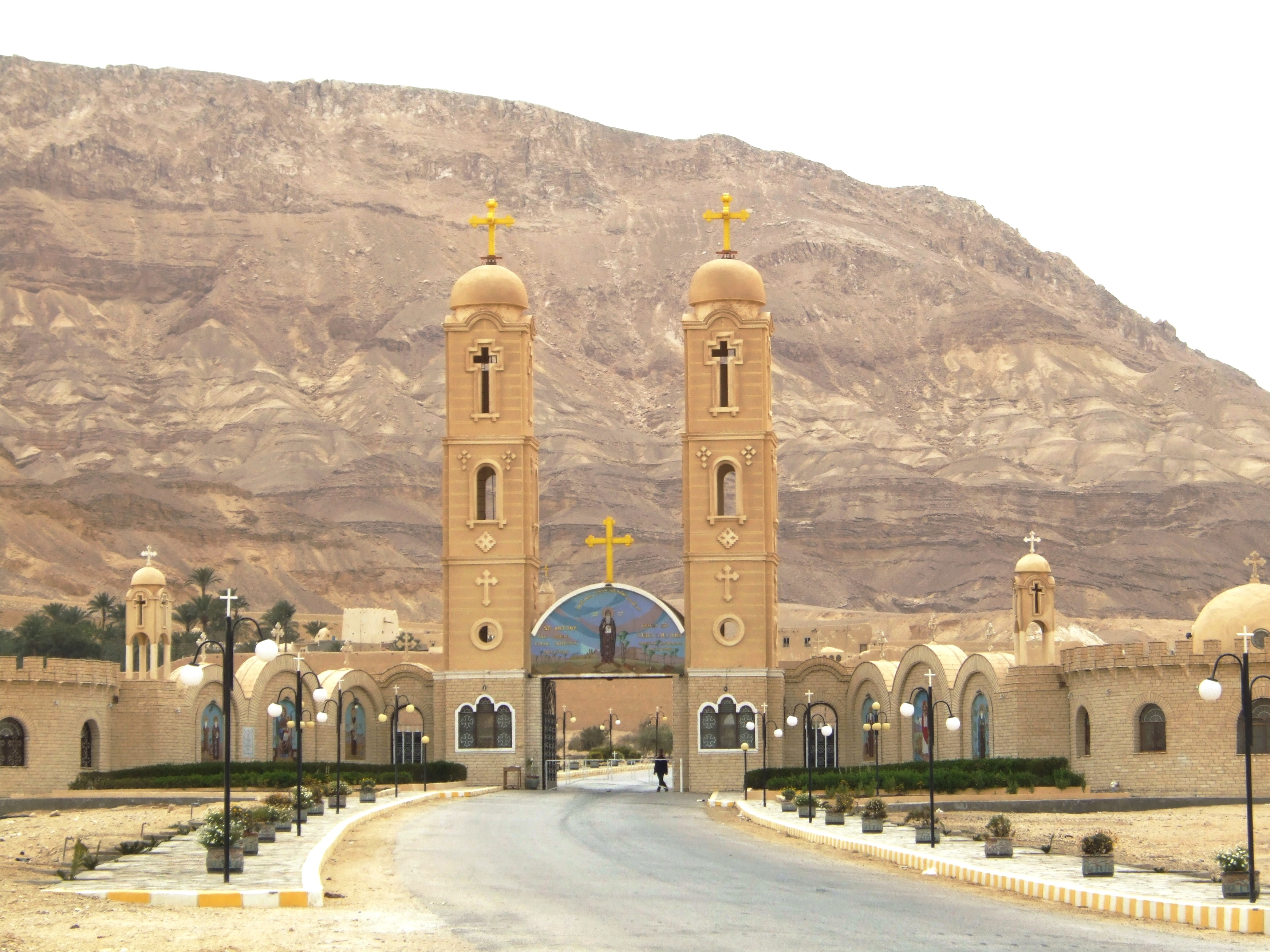
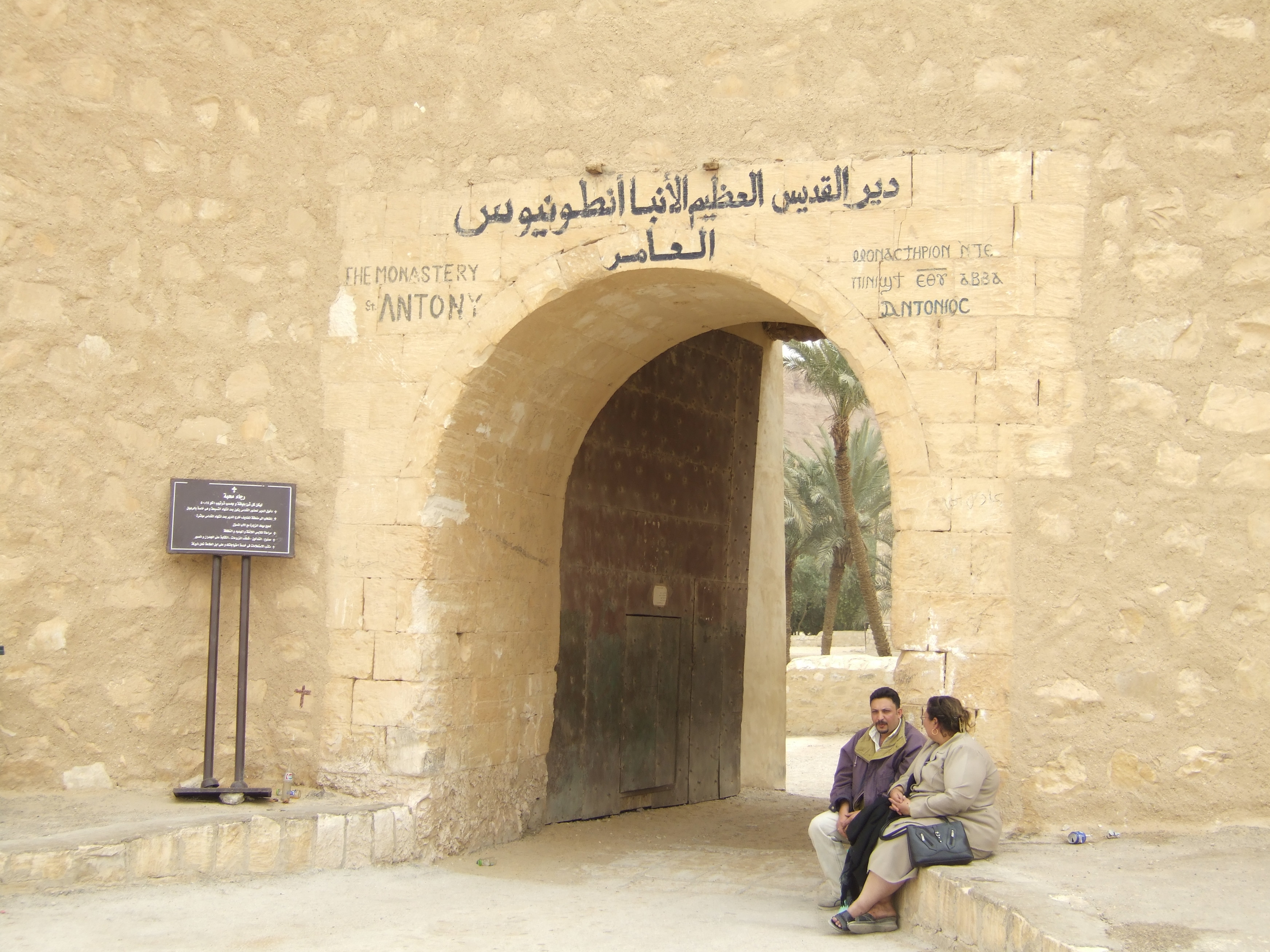
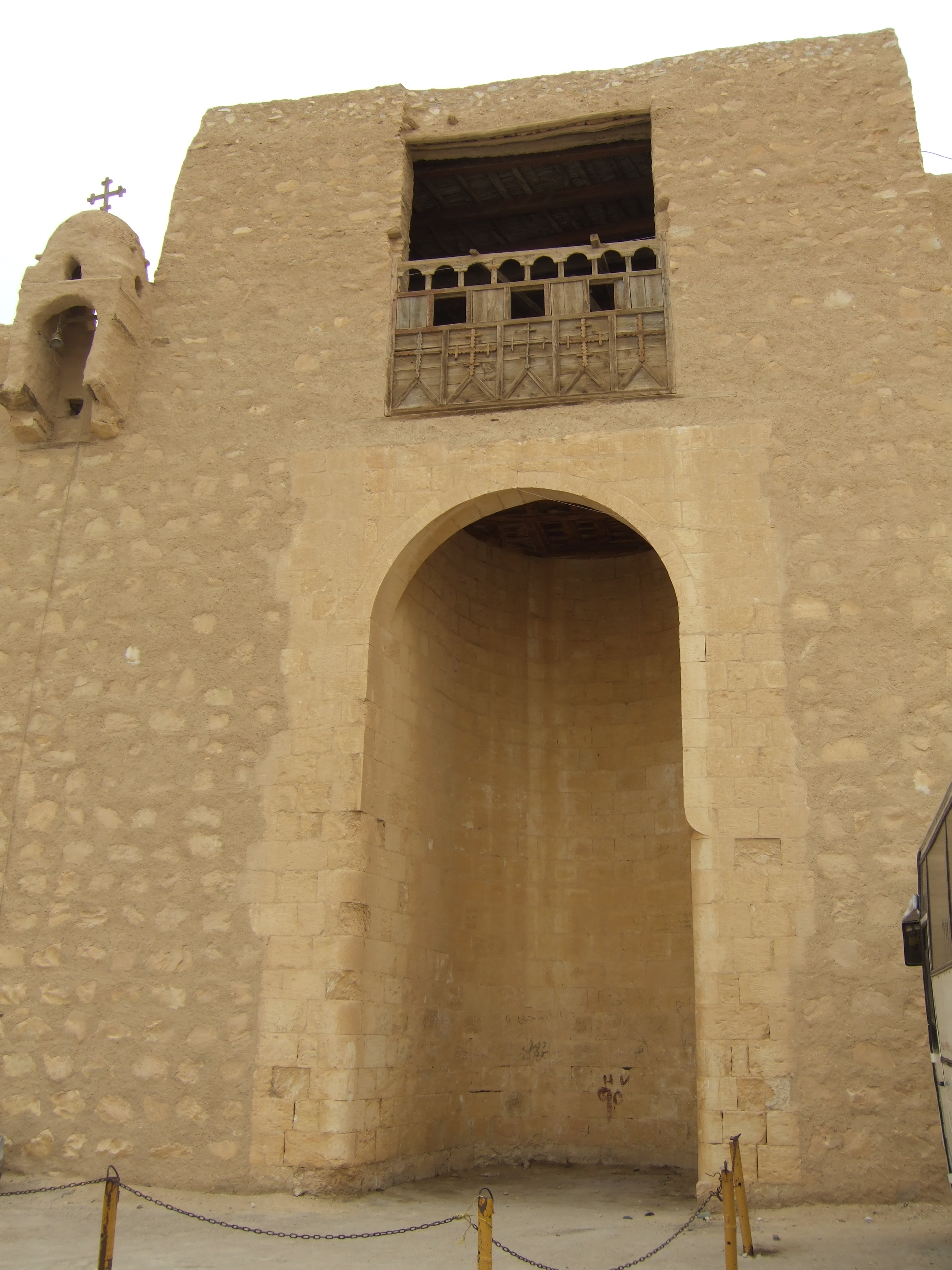
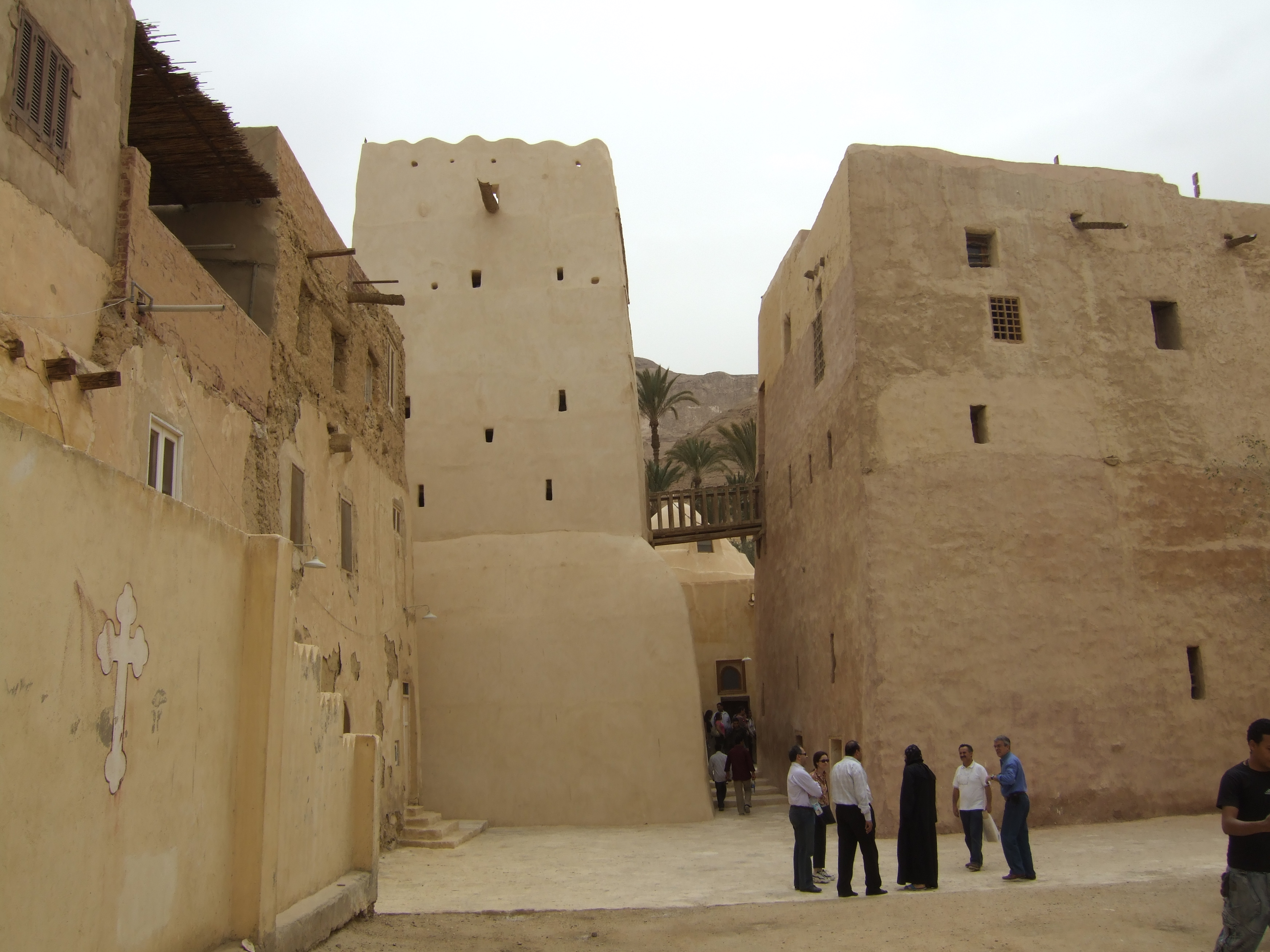
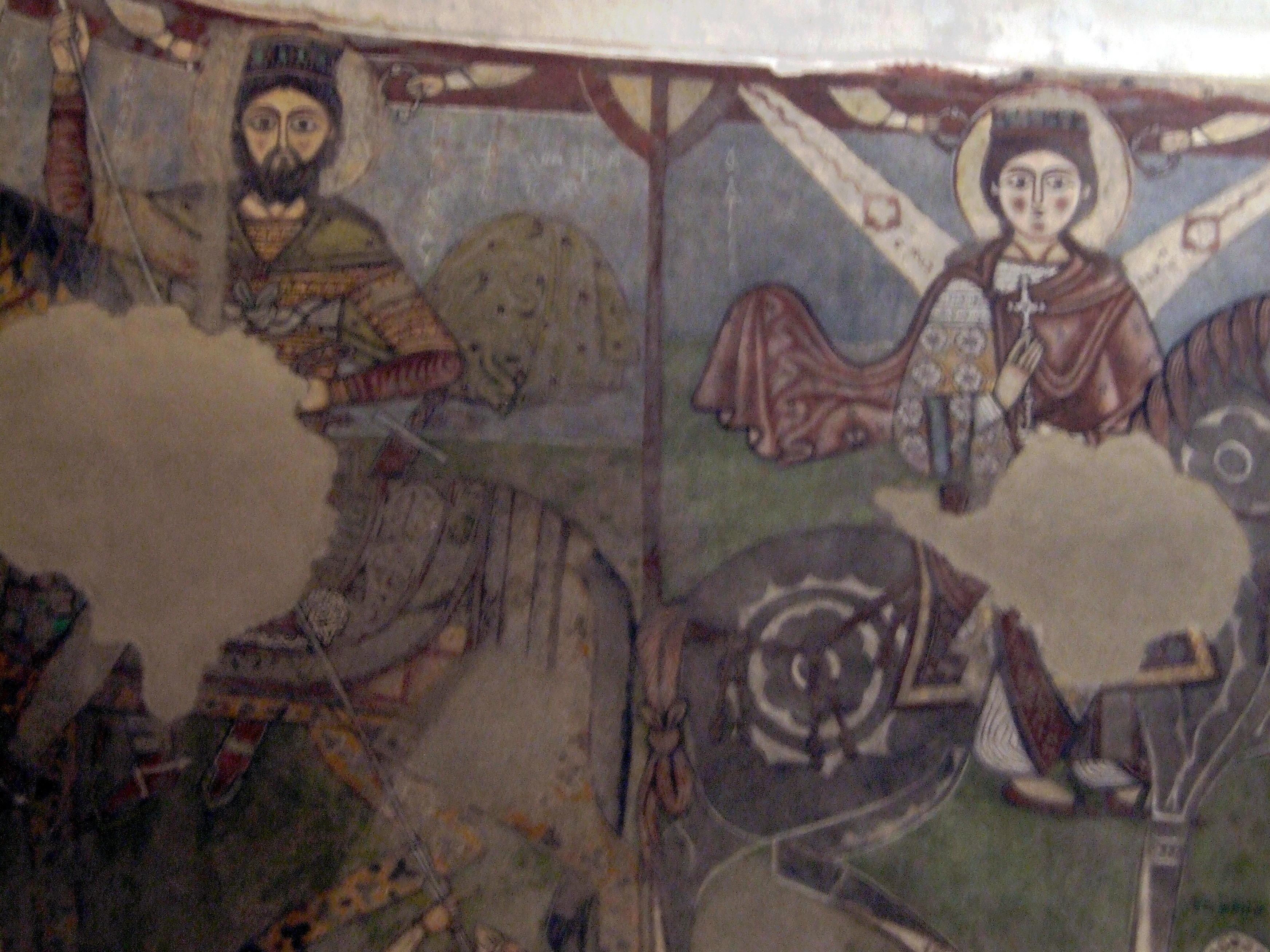
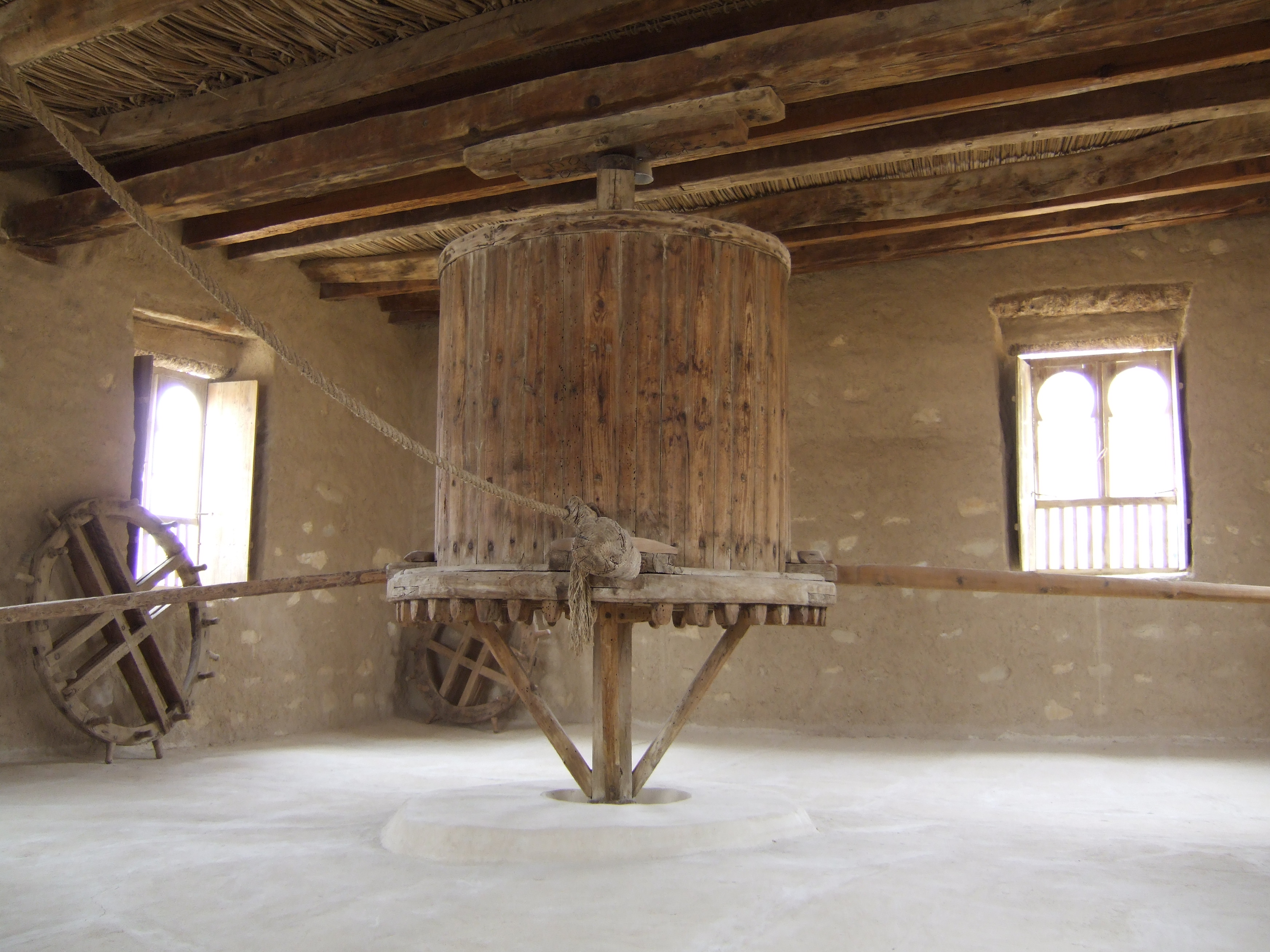
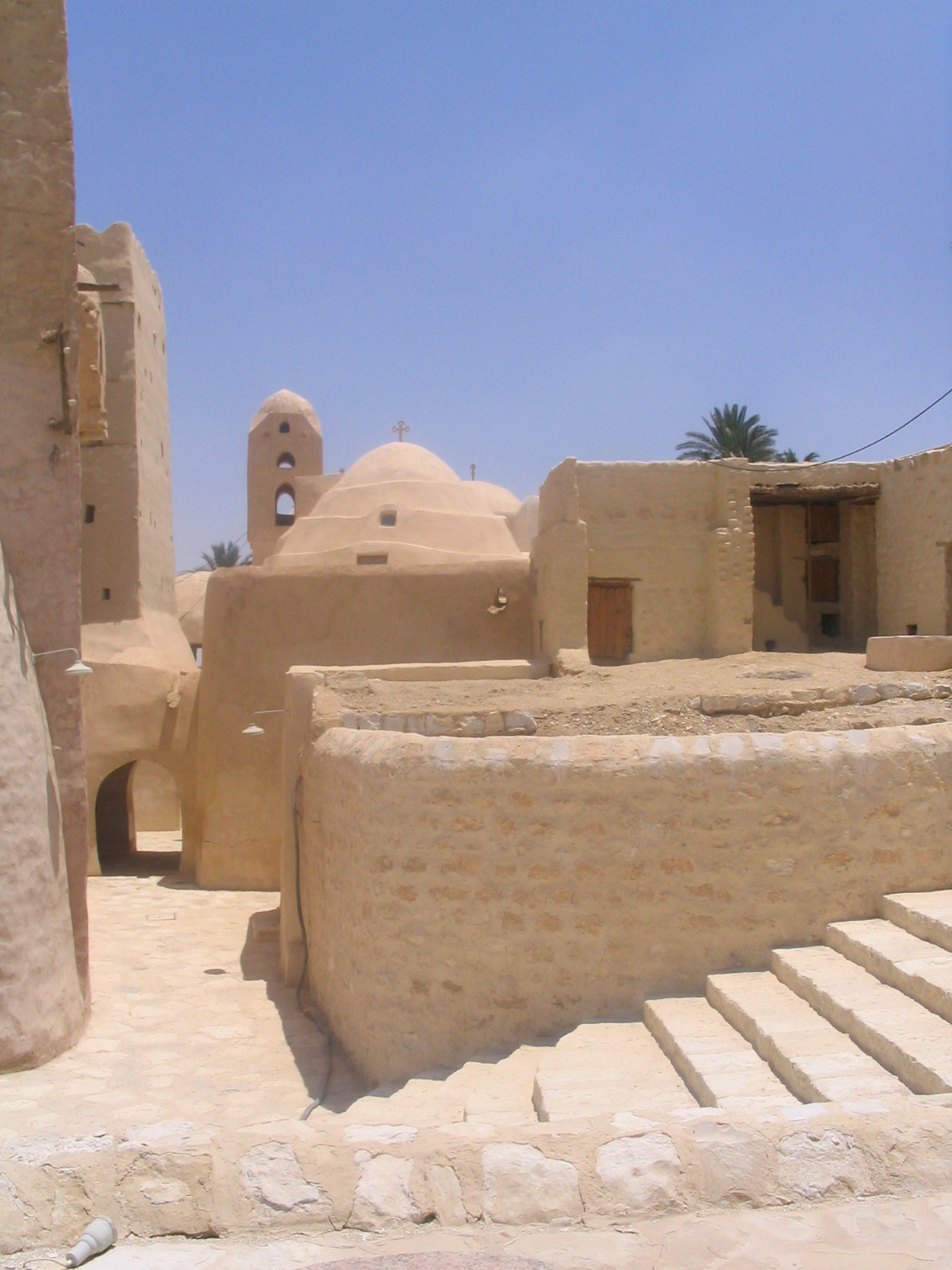
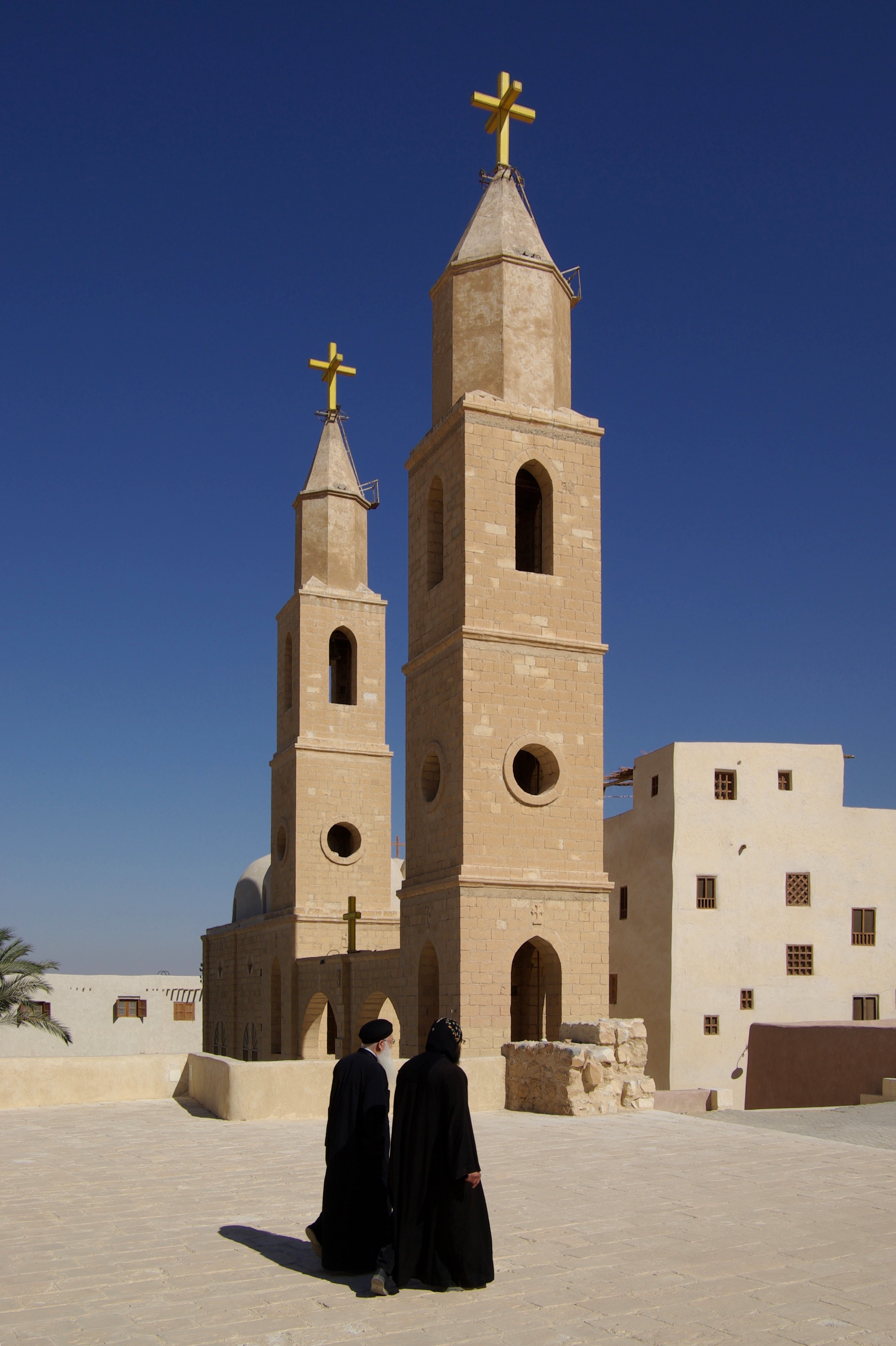